# Wasilij Babkow
Wasilij Pietrowicz Babkow (ros. Васи́лий Петро́вич Бабков, ur. 14 kwietnia 1918 we wsi Kuszuhum w guberni jekaterynosławskiej (obecnie w obwodzie zaporoskim), zm. 8 września 2001 w Moskwie) – radziecki lotnik wojskowy, generał pułkownik lotnictwa, Bohater Związku Radzieckiego (1942).

## Życiorys
Do 1932 skończył 7 klas szkoły w Zaporożu, a w 1934 szkołę zawodową, pracował jako elektryk w zakładzie „Zaporożstal”, ukończył zaporoski aeroklub i od 1935 uczył się na Wydziale Wieczorowym Zaporoskiego Instytutu Elektrotechnicznego. Od marca 1937 służył w Armii Czerwonej, w grudniu 1937 skończył wojskową lotniczą szkołę pilotów w Borisoglebsku, był lotnikiem myśliwskiej eskadry lotniczej w Białoruskim Okręgu Wojskowym, we wrześniu 1939 jako pilot 58 myśliwskiej brygady lotniczej brał udział w agresji ZSRR na Polskę. Był dowódcą klucza i szturmanem (nawigatorem) eskadry pułku myśliwskiego w Białoruskim i Zachodnim Specjalnym Okręgu Wojskowym, w maju 1941 ukończył kursy doskonalenia szturmanów Sił Wojskowo-Powietrznych i został szturmanem myśliwskiego pułku lotniczego w Moskiewskim Okręgu Wojskowym. Uczestniczył w wojnie z Niemcami, od października 1941 do maja 1942 jako szturman 521 myśliwskiego pułku lotniczego Frontu Kalinińskiego, brał udział w bitwie pod Moskwą i operacji rżewsko-wiaziemskiej, w lutym 1942 został ranny, od czerwca do października 1942 był szturmanem pułku, a od października 1942 do lutego 1943 dowódcą pułku lotniczego. W czerwcu-lipcu 1942 walczył na Froncie Południowo-Zachodnim, w lipcu-sierpniu 1942 na Froncie Stalingradzkim, we wrześniu-październiku 1942 Dońskim, od grudnia 1942 do lutego 1943 Kalinińskim, a od lutego do kwietnia 1943 Północno-Zachodnim, uczestniczył w walkach obronnych na kierunku kupiańskim, bitwie pod Stalingradem, operacji starorusskiej i operacji diemiańskiej.
W czerwcu-lipcu 1943 był zastępcą dowódcy 737 myśliwskiego pułku lotniczego, a od lipca 1943 do grudnia 1944 dowódcą 88 gwardyjskiego myśliwskiego pułku lotniczego, od czerwca do października 1943 walczył na Froncie Woroneskim, a od października 1943 do grudnia 1944 1 Ukraińskim, brał udział w bitwie pod Kurskiem, operacji biełgorodzko-charkowskiej, bitwie o Dniepr, operacji kijowskiej, proskurowsko-czerniowieckiej i lwowsko-sandomierskiej, w grudniu 1943 w rejonie Kijowa został ranny. Od grudnia 1944 do maja 1945 był zastępcą dowódcy 2 gwardyjskiego myśliwskiego pułku lotniczego, a w maju 1945 dowódcą 5 gwardyjskiego myśliwskiego pułku lotniczego, uczestniczył w operacji sandomiersko-śląskiej, dolnośląskiej, berlińskiej i praskiej. Wykonał łącznie 415 lotów bojowych, w 100 walkach powietrznych strącił osobiście 13 i w grupie 13 samolotów wroga. Po wojnie do grudnia 1945 dowodził myśliwskim pułkiem lotniczym w Centralnej Grupie Wojsk w Austrii, w 1950 ukończył Akademię Wojskowo-Powietrzną w Monino, od czerwca 1950 do grudnia 1954 dowodził 170 gwardyjską myśliwską dywizją lotniczą w Grupie Wojsk Radzieckich w Niemczech, w 1956 ukończył Wyższą Akademię Wojskową. Od listopada 1956 do grudnia 1960 dowodził 71 Gwardyjskim Myśliwskim Korpusem Lotniczym w Grupie Wojsk Radzieckich w Niemczech, później został inspektorem obrony przeciwlotniczej, 1961-1971 był generalnym inspektorem lotnictwa myśliwskiego wojsk obrony przeciwlotniczej, a 1961-1971 generalnym inspektorem, w lutym 1986 zakończył służbę wojskową.

## Awanse
- młodszy porucznik (20 listopada 1938)
- porucznik (29 kwietnia 1939)
- starszy porucznik (1940/1941)
- kapitan (23 marca 1942)
- major (13 sierpnia 1942)
- podpułkownik (19 grudnia 1943)
- pułkownik (20 kwietnia 1950)
- generał major lotnictwa (31 maja 1954)
- generał porucznik lotnictwa (13 kwietnia 1964)
- generał pułkownik lotnictwa (4 listopada 1973)

## Odznaczenia
- Złota Gwiazda Bohatera Związku Radzieckiego (23 listopada 1942)
- Order Lenina (dwukrotnie - 23 listopada 1942 i 21 lutego 1978)
- Order Rewolucji Październikowej (27 grudnia 1982)
- Order Czerwonego Sztandaru (dwukrotnie - 28 marca 1942 i 22 lutego 1968)
- Order Aleksandra Newskiego (11 marca 1943)
- Order Wojny Ojczyźnianej I klasy (dwukrotnie - 11 sierpnia 1944 i 11 marca 1985)
- Order Czerwonej Gwiazdy (dwukrotnie - 13 czerwca 1952 i 22 lutego 1955)
- Order „Za służbę Ojczyźnie w Siłach Zbrojnych ZSRR” III klasy (30 kwietnia 1975)
- Medal „Za zasługi bojowe” (6 listopada 1947)
- Krzyż Kawalerski Orderu Odrodzenia Polski (Polska, 6 października 1973)
- Order Za Zasługi Bojowe (Mongolia, 6 lipca 1971)

I inne.